# Коловий Мис
Коло́вий Мис (рос. Коловый Мыс) — селище у складі Усть-Пристанського району Алтайського краю, Росія. Входить до складу Єлбанської сільської ради.

## Населення
Населення — 149 осіб (2010; 207 у 2002).
Національний склад (станом на 2002 рік):
- росіяни — 98 %